# Brüder Unserer Lieben Frau von Lourdes
Die Brüder Unserer Lieben Frau von Lourdes (lat.: Fratres Nostrae Dominae Lurdensis Ordenskürzel: FNDL) ist eine römisch-katholische Brüdergemeinschaft, die am 25. November 1830 in Ronse (Belgien) von Stefanus Modestus Glorieux unter dem Namen „Broeders van Goede Werken“ gegründet wurde. 
Nachdem ihr Mutterhaus 1888 nach Oostakker (Belgien) verlegt worden war, nannte man sie auch Broeders van Oostakker. In Krankenpflege und Schuldienst tätig, sind die Brüder heute in den Niederlanden, Belgien, Indonesien, Brasilien, Kanada, Spanien, Äthiopien und Curaçao ansässig.